# Brousses-et-Villaret
Brousses-et-Villaret è un comune francese di 317 abitanti situato nel dipartimento dell'Aude nella regione dell'Occitania.

## Società

### Evoluzione demografica
Abitanti censiti